# Carlo Cremonesi
Carlo Cremonesi, né le 4 novembre 1866 à Rome et mort le 25 novembre 1943 au  Vatican, est un cardinal italien du XXe siècle.

## Biographie
Carlo Cremonesi  est professeur de littérature  à l'athénée pontifical De Propaganda Fide à Rome de 1890 à 1909. Il est chanoine au chapitre de S. Angelo in Pescheria et exerce diverses fonctions au sein de la curie romaine, notamment comme clerc à la Chambre apostolique.  Il est nommé archevêque titulaire de Nicomédie (de) en 1921 et premier prélat nullius  de Valle de Pompei en 1926, mais y résigne en 1928.
Le pape Pie XI le créé cardinal au consistoire du 18 décembre 1935. Le cardinal Cremonesi participe au conclave de 1939, à l'issue duquel Pie XII est élu.

## Succession apostolique
Carlo Cremonesi a ordonné les évêques suivants :
- Évêque Vincenzo Celli (1927)
- Évêque Joseph Zhang Runbo (no) (1936)